# Wereldkampioenschap superbike
Het wereldkampioenschap superbike als wegraceklasse is in 1988 ingesteld door de FIM. Per seizoen wordt een serie wedstrijden verreden op circuits over de gehele wereld, waarbij met superbikes wordt gereden. Tot 2015 werden er op zondag twee races verreden, sinds 2016 wordt er één race gehouden op zaterdag en één op zondag. Beide races tellen ieder afzonderlijk mee voor het wereldkampioenschap. Wie aan het eind van het seizoen de meeste punten heeft gewonnen mag zich wereldkampioen noemen.
De eerste superbike race ooit werd gewonnen door Davide Tardozzi op zijn Ducati 851.

## Wereldkampioenen
| Jaar | Kampioen            | Land | Motormerk | Type                | Tweede plaats       | Derde plaats         |
| ---- | ------------------- | ---- | --------- | ------------------- | ------------------- | -------------------- |
| 1988 | Fred Merkel         | USA  | Honda     | RV750 RC30          | Fabrizio Pirovano   | Davide Tardozzi      |
| 1989 | Fred Merkel         | USA  | Honda     | RC30                | Stéphane Mertens    | Raymond Roche        |
| 1990 | Raymond Roche       | FRA  | Ducati    | 851                 | Fabrizio Pirovano   | Stéphane Mertens     |
| 1991 | Doug Polen          | USA  | Ducati    | 888                 | Raymond Roche       | Rob Phillis          |
| 1992 | Doug Polen          | USA  | Ducati    | 888                 | Raymond Roche       | Rob Phillis          |
| 1993 | Scott Russell       | USA  | Kawasaki  | Ninja ZX-7RR        | Carl Fogarty        | Aaron Slight         |
| 1994 | Carl Fogarty        | GBR  | Ducati    | 916                 | Scott Russell       | Aaron Slight         |
| 1995 | Carl Fogarty        | GBR  | Ducati    | 916                 | Troy Corser         | Aaron Slight         |
| 1996 | Troy Corser         | AUS  | Ducati    | 916                 | Aaron Slight        | John Kocinski        |
| 1997 | John Kocinski       | USA  | Honda     | RC45                | Carl Fogarty        | Aaron Slight         |
| 1998 | Carl Fogarty        | GBR  | Ducati    | 916                 | Aaron Slight        | Troy Corser          |
| 1999 | Carl Fogarty        | GBR  | Ducati    | 916                 | Colin Edwards       | Troy Corser          |
| 2000 | Colin Edwards       | USA  | Honda     | VTR-1000 SP1/RC51   | Noriyuki Haga       | Troy Corser          |
| 2001 | Troy Bayliss        | AUS  | Ducati    | 998                 | Colin Edwards       | Ben Bostrom          |
| 2002 | Colin Edwards       | USA  | Honda     | VTR-1000 SP1/RC51   | Troy Bayliss        | Neil Hodgson         |
| 2003 | Neil Hodgson        | GBR  | Ducati    | 999F03              | Rubén Xaus          | James Toseland       |
| 2004 | James Toseland      | GBR  | Ducati    | 999F04              | Régis Laconi        | Noriyuki Haga        |
| 2005 | Troy Corser         | AUS  | Suzuki    | GSX-R 1000          | Chris Vermeulen     | Noriyuki Haga        |
| 2006 | Troy Bayliss        | AUS  | Ducati    | 999F06              | James Toseland      | Noriyuki Haga        |
| 2007 | James Toseland      | GBR  | Honda     | CBR1000RR Fireblade | Noriyuki Haga       | Max Biaggi           |
| 2008 | Troy Bayliss        | AUS  | Ducati    | 1098F08             | Noriyuki Haga       | Troy Corser          |
| 2009 | Ben Spies           | USA  | Yamaha    | YZF-R1              | Noriyuki Haga       | Michel Fabrizio      |
| 2010 | Max Biaggi          | ITA  | Aprilia   | RSV4 Factory        | Leon Haslam         | Carlos Checa         |
| 2011 | Carlos Checa        | ESP  | Ducati    | 1098R               | Marco Melandri      | Max Biaggi           |
| 2012 | Max Biaggi          | ITA  | Aprilia   | RSV4 Factory        | Tom Sykes           | Marco Melandri       |
| 2013 | Tom Sykes           | GBR  | Kawasaki  | Ninja ZX-10R        | Eugene Laverty      | Sylvain Guintoli     |
| 2014 | Sylvain Guintoli    | FRA  | Aprilia   | RSV4 Factory        | Tom Sykes           | Jonathan Rea         |
| 2015 | Jonathan Rea        | GBR  | Kawasaki  | ZX-10R              | Chaz Davies         | Tom Sykes            |
| 2016 | Jonathan Rea        | GBR  | Kawasaki  | ZX-10R              | Tom Sykes           | Chaz Davies          |
| 2017 | Jonathan Rea        | GBR  | Kawasaki  | ZX-10RR             | Chaz Davies         | Tom Sykes            |
| 2018 | Jonathan Rea        | GBR  | Kawasaki  | ZX-10RR             | Chaz Davies         | Michael van der Mark |
| 2019 | Jonathan Rea        | GBR  | Kawasaki  | ZX-10RR             | Álvaro Bautista     | Alex Lowes           |
| 2020 | Jonathan Rea        | GBR  | Kawasaki  | ZX-10RR             | Scott Redding       | Chaz Davies          |
| 2021 | Toprak Razgatlıoğlu | TUR  | Yamaha    | YZF-R1              | Jonathan Rea        | Scott Redding        |
| 2022 | Álvaro Bautista     | ESP  | Ducati    | Panigale V4 R       | Toprak Razgatlıoğlu | Jonathan Rea         |
| 2023 | Álvaro Bautista     | ESP  | Ducati    | Panigale V4 R       | Toprak Razgatlıoğlu | Jonathan Rea         |
| 2024 | Toprak Razgatlıoğlu | TUR  | BMW       | M1000RR             | Nicolò Bulega       | Álvaro Bautista      |